# Boreonymphon robustum
Boreonymphon robustum är en havsspindelart som först beskrevs av Bell, T. 1855.  Boreonymphon robustum ingår i släktet Boreonymphon och familjen Nymphonidae. Inga underarter finns listade.